# Francisco José Chaux
Francisco José Chaux Ferrer (Quibdó, 20 de noviembre de1899- Popayán, 1976) Fue un abogado, politólogo, político y diplomático colombiano, miembro del Partido Liberal Colombiano. 
Como político su carrera comenzó en su natal Cauca, llegando a ser diputado y congresista en varias ocasiones. Ocupó varias carteras en varios gobiernosː en el gobierno de Miguel Abadía Méndez lo nombró ministro de Agricultura, y en el gobierno de Enrique Olaya Herrera ocupó el cargo hasta 1934. Luego ocupó brevemente el nuevo ministerio de Industrias, creado en 1934 en el gobierno de Olaya. En 1934 regresó al Congreso, protagonizando un duelo con el congresista conservador Laureano Gómez. En 1939 comenzó su carrera diplomática, ocupando cuatro embajadas en Ecuador, Chile, Perú y Venezuela, entre finales de los años 30 y mediados de los años 60. En los años 40 intercaló sus actividades diplomáticas con las legislativas.
Fue el artífice de la Caja Agraria, banco colombiano que en su momento representó la entidad financiera más grande del país.

## Biografía
Estudio en el Seminario de Popayán (Cauca), fue miembro del Partido Liberal Colombiano. Graduado de Derecho y Ciencias Políticas en la Universidad del Cauca, en 1915. Perteneció a la Academia Nacional de Jurisprudencia. Se desempeñó como concejal de Popayán, en 1914, diputado en la Asamblea del Cauca entre 1915-1916, representante a la Cámara y senador de la República durante varios períodos, y fue presidente del Senado de la República en 1945. 
Durante el gobierno de Enrique Olaya Herrera fue Ministro de Industrias y Trabajo, además fue Ministro de Agricultura y Comercio entre 1930 y 1934, donde fue artífice de la creación de la Caja de Crédito Agrario, mediante la ley 57 de 1931. En 1935, durante un debate en el Congreso de la República reto a un duelo a balas al líder conservador Laureano Gómez pero este no aceptó. 
En el segundo gobierno de Alfonso López Pumarejo fue Ministro de Relaciones Exteriores en 1943. En las elecciones legislativas de Colombia de 1947, fue elegido como parte del liberalismo gaitanista. 
Además, fue embajador en Ecuador dos veces (de 1937-1938 y de 1958-1959), en Chile (1939-1941), en Perú (1941-1942) y en Venezuela dos veces (de 1944-1945 y 1959-1967).

## Familia
Francisco nació en el seno de una familia acomodada de la región. Sus padres fueron Víctor Chaux Rengifo y Marciana Ferrer Castro. Su padre era hijo del abogado Francisco José Chaux Paredes, gobernador del Chocó, y de la chocoana Adelaida Rengifo.
Su madre era sobrina nieta de Manuela Ferrer Scarpetta, dama de ascendencia italiana que se casó con el explorador británico George Isaacs; ambos fueron padres del poeta Jorge Isaacs. Yernos de los Isaacs Ferrer fueron José María Mallarino (hijo del político Manuel María Mallarino y de María Mercedes Cabal, y primo de los hermanos Carlos y Jorge Holguín), y Ana Julia Holguín (sobrina de Mallarino y hermana de los Holguín).

### Matrimonio
Chaux se casó con Leonor Villamil Londoño, con quien tuvo a sus hijos Alicia, Víctor y Carlos Enrique Chaux Villamil.